# Wspólnota administracyjna Estenfeld
Wspólnota administracyjna Estenfeld – wspólnota administracyjna (niem. Verwaltungsgemeinschaft) w Niemczech, w kraju związkowym Bawaria, w rejencji Dolna Frankonia, w regionie Würzburg, w powiecie Würzburg. Siedziba wspólnoty znajduje się w miejscowości Estenfeld. Przewodniczącym jej jest Michael Weber.
Wspólnota administracyjna zrzesza jedną gminę targową (Markt) oraz dwie gminy wiejskie (Gemeinde): 
- Eisenheim, gmina targowa, 1326 mieszkańców, 11,56 km²
- Estenfeld, 4820 mieszkańców, 18,12 km²
- Prosselsheim, 1179 mieszkańców, 20,03 km².